# Ланевский-Волк, Михаил Владимирович
Михаи́л Влади́мирович Лане́вский-Волк (1799 — 28 мая 1843) — генерал-майор, участник подавления Польского восстания 1831 года.

## Биография
Родился в 1799 году. В военную службу вступил в 1817 году прапорщиком в лейб-гвардии Финляндский полк. С 11 февраля 1818 года служил в лейб-гвардии Егерском полку.
8 ноября 1828 года произведён в полковники с определением в лейб-гвардии Финляндский полк. В 1831 году принимал участие в кампании против поляков, за отличие был награждён орденом св. Анны 2-й степени.
6 декабря 1836 года получил чин генерал-майора с назначением на должность командира 1-й бригады 1-й гренадерской дивизии. 5 декабря 1841 года за беспорочную выслугу был награждён орденом св. Георгия 4-й степени (№ 6393 по кавалерскому списку Григоровича — Степанова).
Скончался 28 мая 1843 года в Новгороде, похоронен в Антониевом монастыре, из списков исключён 5 июня.